# Kloeke Blonde
Kloeke Blonde is een Belgisch bier van hoge gisting.
Het bier wordt gebrouwen door De Struise Brouwers, Oostvleteren bij Brouwerij Deca te Woesten. Het is een goudblond bier met een alcoholpercentage van 6%. Volgens de brouwers is dit bier genoemd naar een vrouw van een van de brouwers.